# Saxon (álbum)
Saxon es el Álbum debut de la banda británica de heavy metal Saxon, publicado en 1979 por Carrere Records. Según la crítica, su sonido demostró una inexperiencia de parte de la banda y poco apoyo por parte de la discográfica independiente. Para promocionarlo en el mismo año se lanzaron dos canciones como sencillos: «Big Teaser/Rainbow Theme» que entró en el UK Singles Chart en el puesto 66 y «Backs to the Wall» que obtuvo la posición 64 en la misma lista.
En 2009 EMI Music lo remasterizó con algunas maquetas adicionales grabadas en 1978 mientras aún se llamaban Son of a Bitch. También incluyó canciones en vivo registradas en el primer festival Monsters of Rock de 1980 y en las sesiones de la BBC Radio, específicamente en el programa Friday Rock Show de Tommy Vance, celebrado el 15 de febrero de 1980.

## Lista de canciones
Todas las canciones escritas por Byford, Quinn, Oliver, Dawson y Gill.

| N.º | Título                     | Escritor(es) | Duración |  |
| 1.  | «Rainbow Theme»            |              | 3:07     |  |
| 2.  | «Frozen Rainbow»           |              | 2:29     |  |
| 3.  | «Big Teaser»               |              | 3:55     |  |
| 4.  | «Judgement Day»            |              | 5:31     |  |
| 5.  | «Stallions of the Highway» |              | 2:52     |  |
| 6.  | «Backs to the Wall»        |              | 3:02     |  |
| 7.  | «Still Fit to Boogie»      |              | 2:53     |  |
| 8.  | «Militia Guard»            |              | 4:50     |  |

| Pistas adicionales en remasterización de 2009 |                                                             |          |  |
| N.º                                           | Título                                                      | Duración |  |
| 9.                                            | «Big Teaser» (Son of a Bitch demo, 1978)                    | 3:50     |  |
| 10.                                           | «Stallions of the Highway» (Son of a Bitch demo, 1978)      | 3:03     |  |
| 11.                                           | «Backs to the Wall» (Son of a Bitch demo, 1978)             | 3:12     |  |
| 12.                                           | «Rainbow Theme» (Son of a Bitch demo, 1978)                 | 4:38     |  |
| 13.                                           | «Frozen Rainbow» (Son of a Bitch demo, 1978)                | 2:32     |  |
| 14.                                           | «Backs to the Wall» (en vivo en la BBC radio)               | 3:17     |  |
| 15.                                           | «Stallions of the Highway» (en vivo en la BBC radio)        | 2:47     |  |
| 16.                                           | «Motorcycle Man» (en vivo en la BBC radio)                  | 3:48     |  |
| 17.                                           | «Still Fit to Boogie» (en vivo en la BBC radio)             | 2:46     |  |
| 18.                                           | «747 (Strangers in the Night)» (en vivo en la BBC radio)    | 5:02     |  |
| 19.                                           | «Judgement Day» (en vivo en el Monsters of Rock)            | 5:40     |  |
| 20.                                           | «Still Fit to Boogie» (en vivo en el Monsters of Rock)      | 2:38     |  |
| 21.                                           | «Backs to the Wall» (en vivo en el Monsters of Rock)        | 3:25     |  |
| 22.                                           | «Stallions of the Highway» (en vivo en el Monsters of Rock) | 3:41     |  |

## Miembros
- Biff Byford: voz
- Graham Oliver: guitarra eléctrica
- Paul Quinn: guitarra eléctrica
- Steve Dawson: bajo
- Pete Gill: batería